# Courcelles-sous-Thoix
Courcelles-sous-Thoix é uma comuna francesa na região administrativa de Altos da França, no departamento de Somme. Estende-se por uma área de 4,37 km². Em 2021, possuía cerca de 66 habitantes, com densidade populacional de 15,1 hab/km².